# Гавриш Марія Федорівна
Марі́я Фе́дорівна Га́вриш (1931—2001) — радянська українська плавчиня. Майстер спорту СРСР. Учасниця Олімпійських ігор-1952.

## З життєпису
Народилась 1931 року в місті Вінниця. Чемпіонка СРСР з плавання серед школярів 1946 року. Чемпіонка СРСР 1951 і 1952 років. Учасниця 15-х Олімпійських ігор (200 м брасом — 6-те місце). Була першою радянською плавчинею, яка вийшла у фінал Олімпійських ігор.
Одинадцять років виступала у складі збірної СРСР. 19 разів покращувала рекорди СРСР. Між 1949 і 1955 роками виграла 11 державних титулів і встановила 19 рекордів на дистанціях 200 м брасом й 100 м батерфляєм. Переможниця багатьох міжнародних змагань. Неодноразова чемпіонка та рекордсменка України. Виступала за спортивне товариство «Динамо». Тренери — М. Солодар, Б. Чиж.
Після заміжжя змінила прізвище на Фірсова.
З 1989 року, коли в Радянському Союзі були запроваджені змагання серед майстрів спорту, змагалася в цій категорії та виграла чотири титули, встановивши два рекорди СРСР (1989—1991) на дистанціях 50 м та 100 м брасом. Після розпаду СРСР змагалася в Україні, вигравши чотири національні титули у 1992—1993 роках.
Померла 2001 року в місті Київ.
У Вінниці існує вулиця Марії Гавриш.